# Toro (kommunhuvudort i Spanien, Kastilien och Leon, Provincia de Zamora, lat 41,52, long -5,40)
Toro är en kommunhuvudort i Spanien.   Den ligger i provinsen Provincia de Zamora och regionen Kastilien och Leon, i den centrala delen av landet, 190 km nordväst om huvudstaden Madrid. Toro ligger 733 meter över havet och antalet invånare är 9 556.
Terrängen runt Toro är huvudsakligen platt. Toro ligger uppe på en höjd. Runt Toro är det ganska glesbefolkat, med 26 invånare per kvadratkilometer. Toro är det största samhället i trakten. Omgivningarna runt Toro är i huvudsak ett öppet busklandskap.